# Benedetto Veterani
Benedetto Veterani (ur. 18 października 1703 w Urbino, zm. 12 sierpnia 1776 w Rzymie) – włoski kardynał.

## Życiorys
Urodził się 18 października 1703 roku w Urbino, jako syn Antonia Veteraniego i Lisabetty Boni. Podstawowe wykształcenie odebrał w domu, a następnie studiował filozofię i teologię na Uniwersytecie w Urbino, gdzie uzyskał doktorat utroque iure. Po studiach przyjął święcenia kapłańskie i wyjechał do Rzymu, gdzie został sekretarzem, a później kanonikiem kapituły bazyliki watykańskiej. Następnie został referendarzem Najwyższego Trybunału Sygnatury Apostolskiej i asesorem Inkwizycji Rzymskiej. Wkrótce potem został odznaczony Krzyżem Łaski Zakonu Maltańskiego i, dzięki swojej przyjaźni z Towarzystwem Jezusowym, protegowano go do promocji kardynalskiej. 26 września 1766 roku został kreowany kardynałem diakonem i otrzymał kościół tytularny Santi Cosma e Damiano. Rok później został prefektem Kongregacji Indeksu i pełnił tę funkcję do śmierci. Na początku lat 70. XVIII wieku prawie całkowicie stracił wzrok i stał się słaby fizycznie, przez co nie mógł brać udziału w posiedzeniach Kongregacji i konsystorzach. Zmarł 12 sierpnia 1776 roku w Rzymie na czerwonkę.